# Joe Verdeur
Joseph Thomas Verdeur (ur. 7 marca 1926 w Filadelfii, zm. 6 sierpnia 1991 w Bryn Mawr) – amerykański pływak, mistrz olimpijski (1948) i były rekordzista świata. 

## Kariera
Specjalizował się w stylu klasycznym, a także w rozwijającym się wówczas stylu motylkowym i stylu zmiennym. 
W 1948 roku na igrzyskach olimpijskich w Londynie zdobył złoty medal w konkurencji 200 m stylem klasycznym, poprawiając swój rekord olimpijski z eliminacji czasem 2:39,3. 
W latach 1945–1950 ustanowił łącznie 12 rekordów świata w stylu klasycznym i motylkowym. Dziennikarz sportowy Grantland Rice określił go jako najlepszego pływaka pierwszej połowy XX wieku.
W 1966 roku Verdeur został wprowadzony do International Swimming Hall of Fame.